# (7657) Jefflarsen
(7657) Jefflarsen est un astéroïde de la ceinture principale.

## Description
(7657) Jefflarsen est un astéroïde de la ceinture principale. Il fut découvert le 25 avril 1992 à Kitt Peak par le projet Spacewatch. Il présente une orbite caractérisée par un demi-grand axe de 2,91 UA, une excentricité de 0,06 et une inclinaison de 2,7° par rapport à l'écliptique.
Il est nommé en l'honneur de l'astronome américain Jeffrey A. Larsen.

## Compléments